# Chong Chon Gang
Chong Chon Gang (Chosŏn'gŭl: 청천강호,  Hanja: 淸川江號) es un barco granelero de República Popular Democrática de Corea. El barco fue construido en 1977 y posee 155 m de largo.  Fue construido en Namp'o y su dueño es el Chongchongang Shipping de Pionyang.
En 2009 fue atacado por piratas en las costas de Somalia. En 2010, fue detenido en Ucrania, y se le encontraron narcóticos y otros productos de contrabando.
El 15 de julio de 2013, el barco fue retenido por autoridades de Panamá en el puerto de Manzanillo, presumiblemente por transportar droga, y hubo una fuerte resistencia entre los tripulantes del barco y las autoridades panameñas, e inclusive el capitán del barco se intentó suicidar.
Posteriormente se descubrió material bélico oculto bajo 250 mil sacos de azúcar morena y se retuvo el buque, con el posterior arresto de la tripulación. El barco venía de Cuba y tenía como destino la República Popular Democrática de Corea. Cuba declaró que es dueño del material bélico que incluye dos baterías de misiles antiaéreos, nueve misiles aire-aire despiezados, dos aviones MiG-21 y 15 motores de estos. Todo el material fue construido por la Unión Soviética a mediados del siglo XX. Cuba y la República Popular Democrática de Corea han reclamado que el transporte del material es producto de un intercambio militar entre ambos países, sin embargo supuso una violación de diversas resoluciones de las Naciones Unidas que prohíben a la República Popular Democrática de Corea importar y exportar armas.
Tras la revisión del material incautado por las Naciones Unidas, 32 de 35 tripulantes fueron absueltos el 31 de enero de 2014 y la nave fue liberada mediante una multa de 693.333 dólares a la Autoridad del Canal de Panamá. No obstante, el capitán, el primer oficial y el secretario político de la embarcación fueron juzgados por las autoridades panameñas bajo los cargos de atentar la seguridad colectiva, pero el juez Carlos Villarreal los absolvió el 27 de junio de 2014 argumentando que el hecho "escapaba de la jurisdicción panameña", pero reafirmó la retención del material bélico por parte de Panamá. En el mismo año, el barco fue rebautizado como Tong Hung San.